# Leucodon scabrisetus
Leucodon scabrisetus là một loài Rêu trong họ Leucodontaceae. Loài này được (Dixon & Thér.) Nog. mô tả khoa học đầu tiên năm 1968.